# Rotbäckchen

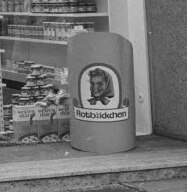
Werbeaufsteller vor einem Reformhaus in Kiel (1973)

Rotbäckchen ist der Markenname eines für Kinder konzipierten Fruchtsafts, der von Walther und Günther Lauffs entwickelt wurde.

## Geschichte der Marke
Die Marke existiert seit 1952 und gehört zum Unternehmen Haus Rabenhorst in Unkel am Rhein. Die Brüder Walter und Günther Lauffs entwickelten in dem Jahr den ersten Saft mit zugesetzten Vitaminen und Mineralstoffen auf dem deutschen Markt. In der frühen Nachkriegszeit war die Ansicht verbreitet, dass viele Kinder unter Eisenmangel litten. Beworben wurde der Saft auch mit der Aussage, dass er den Appetit fördere. Die Marke Rotbäckchen war bis in die 1970er Jahre eine eigenständige Marke, lief dann einige Jahre unter der Marke Rabenhorst und wird seit 2006 wieder als eigenständige Marke geführt. Im Jahr 2012 erhielt Rotbäckchen den Marken-Award als „Bio Marke des Jahres“ und auch als „Fruchtsaftmarke des Jahres“. Mit der ersten Website ging Rotbäckchen im Jahre 2016 online. Die eigenen Social-Media-Kanäle wie Facebook und später YouTube sowie Instagram folgten zeitnah. Im Jahr 2022 feierte die Marke Rotbäckchen ihren 70. Geburtstag.
Im Dezember 2015 entschied der Bundesgerichtshof, dass die Bewerbung des Produkts Rotbäckchen Lernstark in Verbindung mit der Aussage „Mit Eisen zur Unterstützung der Konzentrationsfähigkeit“ zulässig ist (Health-Claims-Verordnung). Diese Angabe sei, wenn der Durchschnittsverbraucher sie nach den Umständen insbesondere auf die Entwicklung und die Gesundheit von Kindern bezieht, gleichbedeutend mit der für den Nährstoff Eisen zugelassenen Angabe „Eisen trägt zur normalen kognitiven Entwicklung von Kindern bei.“.

## Vertrieb und Varianten
Rotbäckchen war lange Zeit nur in Reformhäusern und Apotheken erhältlich, wird aber seit 2007 auch in Bioläden und einigen Drogerien und Supermärkten verkauft. Ebenfalls seit 2007 gibt es neben der Ursprungsvariante, die aus Traube, Apfel, Brombeere, Orange, Kirsche, Acerola, einem Prozent Honig und Eisen besteht, weitere Rotbäckchen-Säfte. Ab 2009 gab es zudem eine Rotbäckchen Bio-Schorle aus sieben Direktsäften und Mineralwasser, die aber zwischenzeitlich nicht mehr hergestellt wird. Als Markttrend werden kleine Flaschen mit 125 ml Saft angeboten, um Kinder und Berufstätige im Alltag als Zielgruppe anzusprechen. 

## Sortiment
Das Sortiment von Rotbäckchen umfasst neben den Direktsäften auch Nahrungsergänzungsmittel sowie Produkte, die speziell für die Bedürfnisse Schwangerer und stillender Mütter ausgelegt sind. Auch gehören „Rotbäckchen-Kraftpakete“ mit mehreren Flaschen verschiedener Säfte zum Sortiment.